# كريستيان بانين
كريستيان بانين (بالرومانية: Cristian Panin)‏ (9 يونيو 1978 بأراد في رومانيا - ) هو لاعب كرة قدم روماني في مركز الظهير. شارك مع منتخب رومانيا لكرة القدم. أما مع النوادي، فقد لعب مع سي إف آر كلوج ويو تي أي أراد.

## مسيرته الكروية
لعب كريستيان بانين خلال مسيرته الاحترافية مع ناديين في ستة عشر موسمًا وسجل خلالها 11 هدفًا ضمن 389 مباراة. حيث فاز في ثلاثة مواسم بالكأس وفي ثلاثة مواسم بالدوري.
خاض كريستيان بانين مسيرته مع نادي يو تي أي أراد في موسم 1997–98 ليلعب معه سبعة مواسم، مشاركًا في 195 مباراة سجل خلالها 6 أهداف. ثم انتقل إلى نادي سي إف آر كلوج في موسم 2004–05 ليلعب معه تسعة مواسم، حيث شارك في 194 مباراة سجل خلالها 5 أهداف.

## روابط خارجية
- كريستيان بانين على موقع قاعدة بيانات كرة القدم.إي يو (الإنجليزية)
- كريستيان بانين على موقع ناشيونال فوتبول تيمز (الإنجليزية)
- كريستيان بانين على موقع Soccerway.com (الإنجليزية)
- كريستيان بانين على موقع عالم كرة القدم.نت (الإنجليزية)
- كريستيان بانين على موقع AS.com (الإسبانية)